# Уилям Джордж Браун
Уилям Джордж Браун (на английски: William George Browne) е английски пътешественик, археолог, изследовател на Африка.

## Ранни години (1768 – 1792)
Роден е на 25 юли 1768 година в Лондон, Англия. На 17-годишна възраст постъпва в Oriel College в Оксфорд. След смъртта на баща си получава солидно наследство, напуска университета и започва да се занимава с литературна дейност, но славата на пътуванията на Джеймс Брус и първите открития направени от Африканската асоциация запалват изследователският му дух. Заминава за Египет и през януари 1792 пристига в Александрия.

## Изследователска дейност (1792 – 1813)
По-късно същата година тръгва от нос Ел Канаис (на средиземноморското крайбрежие на Египет, 27º 50` и.д.) на югозапад към непосещавания дотогава от европеец оазис Сива и оттам се завръща в Александрия като първи посещава и описва падината Катара (-133 м под морското равнище). До края на годината пребивава в Египет като усилено изучава арабски език и проучва археологическите паметници в страната.
През пролетта на 1793 се присъединява към търговски керван и тръгва от Асют на река Нил на югозапад, преминава през оазиса Харга, кладенците Селима (21°30′ с. ш. 29°20′ и. д. / 21.5° с. ш. 29.333333° и. д.) и Малха (15°15′ с. ш. 26°15′ и. д. / 15.25° с. ш. 26.25° и. д.) и достига до Ел Фашер, административен център на провинция Северен Дарфур в днешен Судан. Там е задържан от султана на страната и прекарва около три години като пленник, преди да му бъде разрешено през 1796 да се завърне в Египет. След това пребивава една година в Сирия и през септември 1798 се завръща в Лондон, където обработва събраните от него материали и публикува книгата: „Travels in Africa, Egypt and Syria, from the year 1792 to 1798“ (London, 1799). Въпреки че книгата е пълна с ценна информация за областта Дарфур и остава до 70-те години на ХІХ век единствен източник за тези райони, тя не става популярна поради лошия стил на писане и сухотата на езика.
През 1800 отново напуска Англия и прекарва следващите три години като пътува в Гърция, Мала Азия и Сицилия. През 1812 предприема поредно пътешествие като целта му е достигането до Самарканд. Прекарва зимата в Измир и през пролетта на 1813 пътува през Мала Азия и Армения, прави кратък престой в Ерзурум и на 1 юни пристига в Тебриз. Към края на лятото напуска Тебриз и поема към Техеран, възнамерявайки да продължи още по на изток, но по пътя е убит.